# La Chapelle-Montbrandeix
La Chapelle-Montbrandeix, okzitanisch La Chapela e Mont Brandés, ist eine Gemeinde im Regionalen Naturpark Périgord-Limousin in Frankreich. Sie gehört zur Region Nouvelle-Aquitaine, zum Département Haute-Vienne, zum Arrondissement Rochechouart und zum Kanton Rochechouart. Sie grenzt im Norden an Cussac, im Nordosten an Champagnac-la-Rivière (Berührungspunkt), im Osten an Dournazac, im Südosten an Mialet im Südwesten an Pensol und im Westen an Marval.
Die Via Lemovicensis, einer der vier historischen „Wege der Jakobspilger in Frankreich“, führt durch La Chapelle-Montrandeix.

## Bevölkerungsentwicklung
| Jahr      | 1962 | 1968 | 1975 | 1982 | 1990 | 1999 | 2008 | 2013 | 2015 |
| --------- | ---- | ---- | ---- | ---- | ---- | ---- | ---- | ---- | ---- |
| Einwohner | 452  | 412  | 352  | 333  | 293  | 262  | 252  | 251  | 248  |

## Sehenswürdigkeiten
- Les Couvents, Überreste eines galloromanischen Hochofens

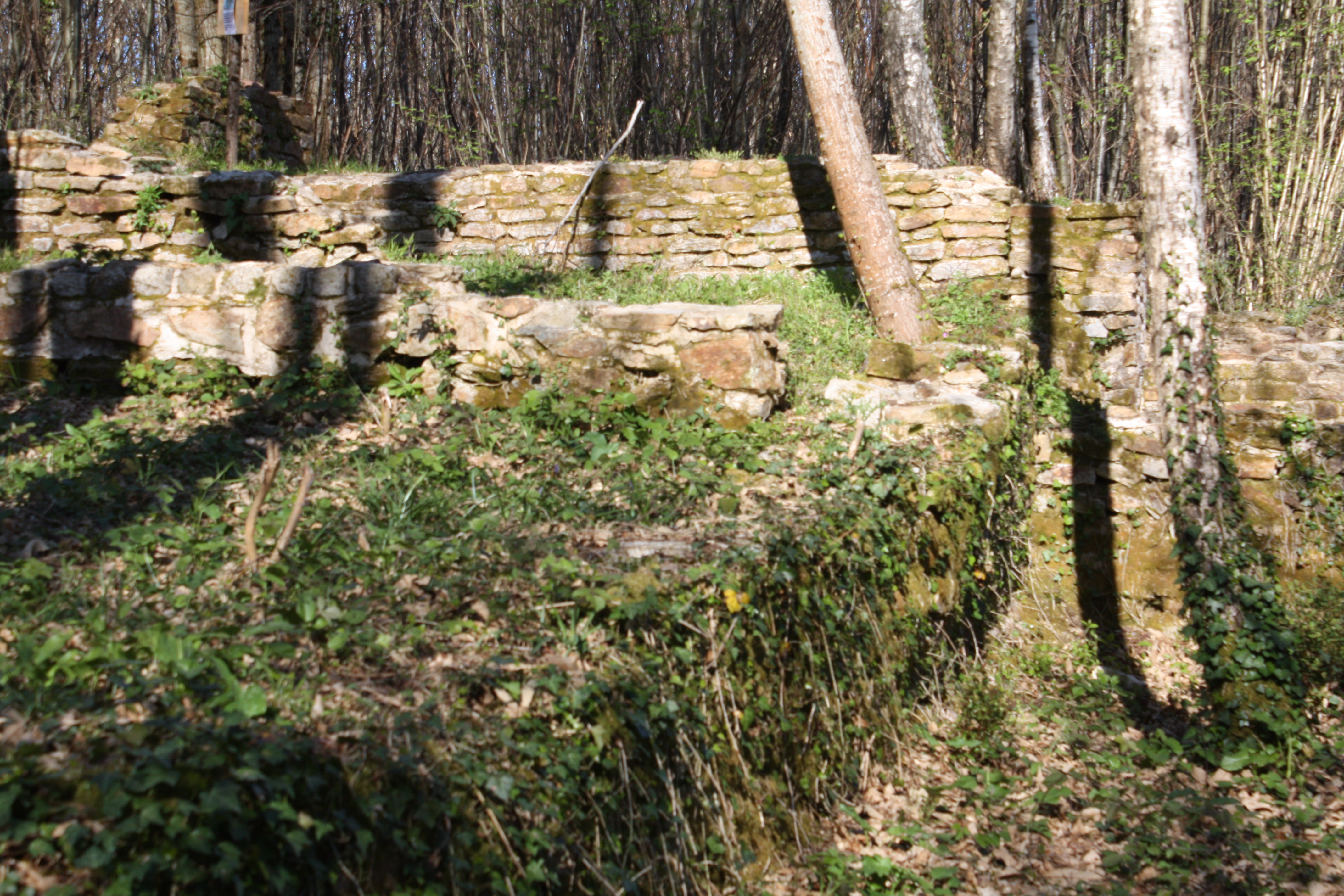
„Gisement gallo-romain des couvents les Varognes“, Überreste eines galloromanischen Hochofens bei La Chapelle-Monbrandeix, heute ein Monument historique
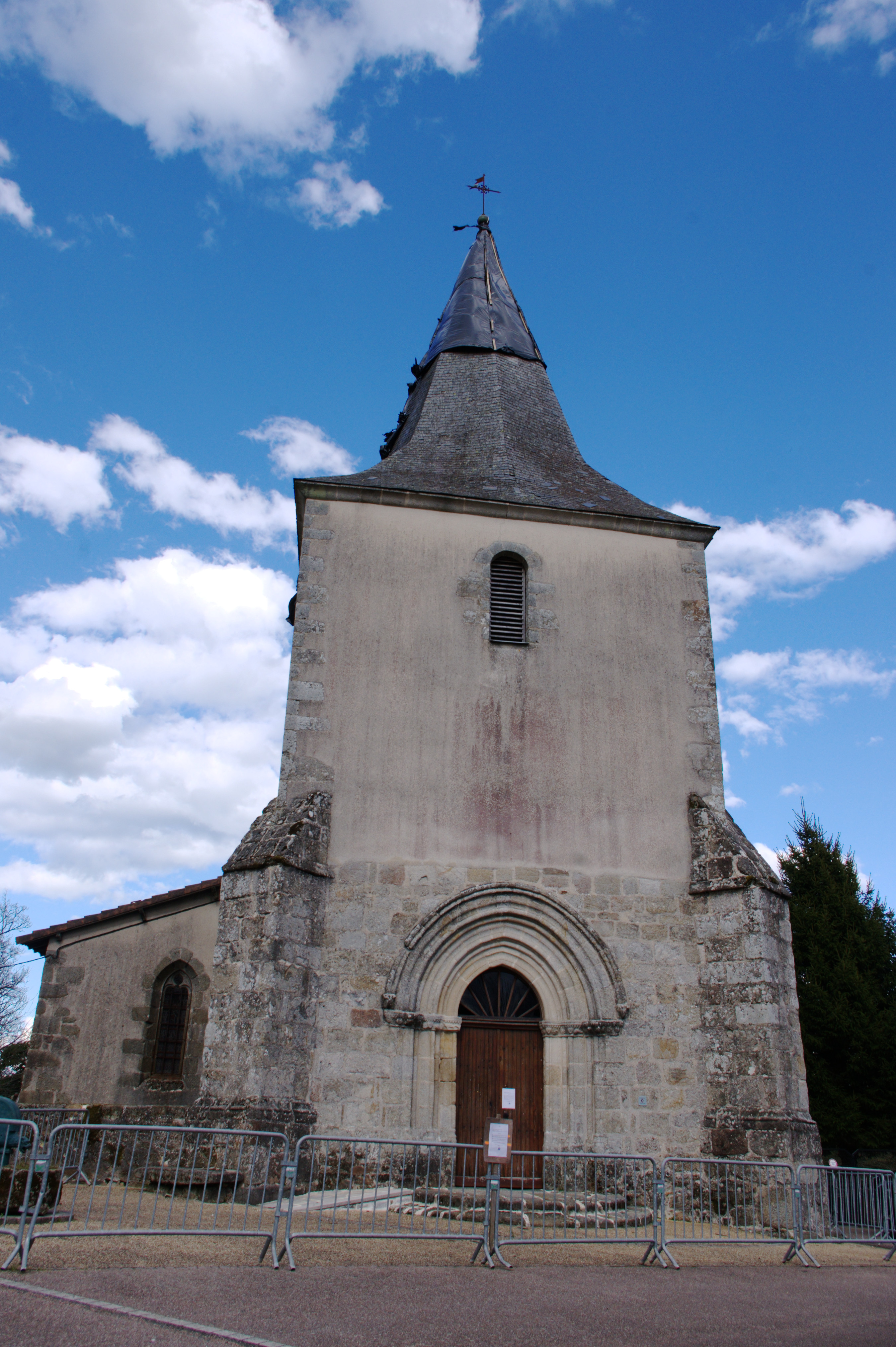
Die Kirche von La Chapelle-Montbrandeix